# نظام معلومات وتصاريح السفر الأوروبي
نظام معلومات وتصاريح السفر الأوروبي أو ETIAS (بالانكليزية: European Travel Information and Authorization System) هو نظام ترخيص إلكتروني تابع للاتحاد الأوروبي للزوار المعفيين من التأشيرة الذين يسافرون إلى دول الاتحاد الأوروبي أو منطقة شنغن (بما في ذلك بلدان الرابطة الأوروبية للتجارة الحرة)، باستثناء جمهورية أيرلندا التي هي عضو في منطقة السفر المشتركة مع المملكة المتحدة.
النظام مشابه لتراخيص السفر الإلكترونية الأخرى، مثل ESTA للولايات المتحدة وكذلك الأنظمة المطبقة من قبل أستراليا وكندا ونيوزيلندا وكوريا الجنوبية والتي تخطط لها المملكة المتحدة.
سيكون تصريح السفر ETIAS مطلوبًا للسفر إلى منطقة شنغن بالإضافة إلى وقبرص. لن تشارك أيرلندا العضو في الاتحاد الأوروبي في البداية في ETIAS، ولكنها قد تنضم إليها في المستقبل. من المتوقع أن يدخل نظام معلومات وتصاريح السفر الأوروبي حيز التنفيذ في عام 2025، لكن تصريح السفر باستخدام ETIAS لن يصبح إلزاميًا حتى عام 2023. مُخَطّط لفترة سماح مدتها 6 أشهر للسماح للمسافرين المؤهلين والموظفين بالتعرف على النظام الجديد، والتعرف على المشكلات الفنية المحتملة.

## تاريخ
اقتُرِحَت فكرة نظام ترخيص السفر الإلكتروني لأول مرة من قبل المفوضية الأوروبية في عام 2016. أُنشِئ ETIAS رسميًا بموجب لائحة (الاتحاد الأوروبي) 2018/1240 للبرلمان الأوروبي والمجلس المؤرخ 12 سبتمبر 2018.

## التطبيق
سيُطلب ETIAS من مواطني البلدان الثالثة المعفاة من التأشيرة ( الملحق الثاني ) باستثناء الدول الأوروبية الصغيرة في أندورا وموناكو وسان مارينو ومدينة الفاتيكان. سيكون مطلوبًا أيضًا من أفراد أسرة مواطني الاتحاد الأوروبي أو مواطني شنغن الذين لا يحملون بطاقة إقامة تشير إلى هذا الوضع. ومع ذلك، لن يُطلب ETIAS من أفراد الأسرة الذين يحملون مثل هذه البطاقة أو من حاملي التأشيرات أو تصاريح الإقامة أو تصاريح المرور على الحدود المحلية أو وثائق سفر اللاجئين أو عديمي الجنسية الصادرة عن إحدى دول الاتحاد الأوروبي أو دول شنغن، أو من أفراد الطاقم أو حاملي الدبلوماسية أو جوازات السفر الرسمية.
اعتبارًا من 2022، فإنّ المعايير تنطبق على حاملي جنسيات الدول والأقاليم التالية الذين يحملون جوازات سفر عادية وليس بحيازتهم تأشيرة أو تصريح إقامة لإحدى دول الاتحاد الأوروبي:
| - Albania - Antigua and Barbuda - Argentina - Australia - Bahamas - Barbados - Bosnia and Herzegovina - Brazil - Brunei - Canada - Chile - Colombia - Costa Rica - Dominica - El Salvador - Georgia - Grenada - Guatemala - Honduras - Hong Kong | - Israel - Japan - Kiribati - Macau - Malaysia - Marshall Islands - Mauritius - Mexico - Micronesia - Moldova - Montenegro - New Zealand - Nicaragua - North Macedonia - Palau - Panama - Paraguay - Peru - Saint Kitts and Nevis | - Saint Lucia - Saint Vincent and the Grenadines - Samoa - Serbia - Seychelles - Singapore - Solomon Islands - South Korea - Taiwan - Timor Leste - Tonga - Trinidad and Tobago - Tuvalu - Ukraine - United Arab Emirates - United Kingdom - United States - Uruguay - Venezuela |

## التقدم بطلب للحصول على ETIAS
يجب على الزوار المحتملين إكمال طلب عبر الإنترنت وسيُطلب رسم 7 يورو من أولئك الذين تتراوح أعمارهم بين 18 و70 عامًا. من المتوقع أن يعالج النظام الغالبية العظمى من التطبيقات تلقائيًا من خلال البحث في قواعد البيانات الإلكترونية وتقديم استجابة فورية، ولكن في بعض الحالات المحدودة قد يستغرق الأمر ما يصل إلى 30 يومًا. في حال الموافقة، سيكون التفويض ساري المفعول لمدة ثلاث سنوات أو حتى تاريخ انتهاء صلاحية وثيقة السفر إذا كان ذلك أقل من ثلاث سنوات.

## روابط خارجية
- نظام معلومات وتصاريح السفر الأوروبي (ETIAS) على موقع الويب الخاص بالمفوضية الأوروبية